# Nakhon Pathom
Nakhon Pathom (en tailandés: นครปฐม) es una ciudad de Tailandia, ubicada en la provincia del mismo nombre, de la que es capital, departamento de Amphoe Mueang Nakhon Pathom. El más importante monumento de la misma es la pagoda de Phra Pathom Chedi. La ciudad cuenta con un campus de la Universidad de Silpakorn en el palacio de Sanam Chan.
Tiene una población de 264.722 habitantes (2002), ocupando una extensión de 417,4 km/2.

## Historia
Nakhon Pathom estaba situada en el Golfo de Tailandia hace 2000 años, pero está retrocediendo constantemente hacia el sur como resultado de la sedimentación. Nakhon Pathom, junto con Ratchaburi y Sing Buri, está considerada una de las ciudades más antiguas de Tailandia, ya que su fundación se remonta al año 40 antes de Cristo. Fue durante mucho tiempo una de las capitales importantes de un prestigioso reino Mon (Lop Buri hasta Malasia). El rey indio Ashoka envió monjes a Siam en esta época para popularizar el budismo Theravada. Llegaron a Nakhon Pathom y desde allí recorrieron el país. De ahí viene la autoimagen de la ciudad de haber difundido el budismo por todo Siam.
En abril de 1842, se produjeron problemas entre tres grupos de chinos que habían formado sociedades secretas, cada una de ellas con unos 1000 hombres. Los líderes de estos grupos se llamaban Khim, Ia y Phiao (Piaw). El gobierno siamés envió soldados al mando de Phra Sombat Wanit para detener a los líderes. De hecho, Khim y Phiao fueron los primeros en ser arrojados al calabozo, pero Ia logró escapar. A continuación, robó las casas de la zona de Samut Sakhon y Nakhon Pathom junto con su gente. Sólo pudieron ser dominados tras una gran operación policial.
En la década de 1930, Nakhon Pathom era un nido de 300 casas y unos 12. templos budistas. También existía el famoso retiro de los monjes en Bang Thammasala.

## Geografía
Nakhon Pathom se encuentra a unos 50 kilómetros al oeste de la capital de Tailandia, Bangkok, en medio de una amplia llanura, atravesada por cursos de agua, como el Mae Nam Tha Chin (río Tha Chin). La caña de azúcar se cultiva aquí desde finales del siglo XVIII. Antiguos informes de viaje describen que cerca de Nakhon Pathom, en el Tha Chin, había fábricas de azúcar cada cuatro o cinco kilómetros, rodeadas por unas diez o quince casas y firmemente en manos chinas.

## Lugares de interés
- Phra Pathom Chedi (พระปฐมเจดีย,) - considerada la estructura budista más alta del mundo, tiene unos 127 metros de altura, redescubierta por el rey Mongkut (Rama IV) durante su época de monje errante en la selva (restaurada desde 1853) y cubierta con finos azulejos chinos a instancias de su hijo Chulalongkorn (Rama V).

- Phra Ruang Rochanarit - Buda de pie de unos ocho metros de altura en la capilla norte.

- Nuevo museo en la entrada sur del complejo del templo, que muestra principalmente objetos del periodo Dvaravati encontrados durante las obras de construcción del chedi y en las excavaciones de los alrededores, así como estatuas de Buda de estilo Mon.

- Wat Phra Praton Chedi (พระประโทณเจดีย์): pequeño y tranquilo templo con un antiguo prang jemer y un pequeño pero popular santuario a los héroes de una leyenda Phya Khong y su madre adoptiva Yai Hom.

- Wat Songdhammakalyani- (วัดทรงธรรมกัลยาณี) - El único templo Bhikkhuni de Tailandia, abierto también a las mujeres occidentales interesadas.[5]

- Sanam Chan - Complejo palaciego del rey Vajiravudh en el oeste de la ciudad. El complejo alberga ahora el Campus del Palacio Sanam Chan de la Universidad de Silpakorn.